# Duerne
Duerne és un municipi francès situat al departament del Roine i a la regió d'Alvèrnia-Roine-Alps. L'any 2007 tenia 751 habitants.

## Demografia

### Població
El 2007 la població de fet de Duerne era de 751 persones. Hi havia 288 famílies de les quals 74 eren unipersonals (33 homes vivint sols i 41 dones vivint soles), 78 parelles sense fills, 111 parelles amb fills i 25 famílies monoparentals amb fills.
La població ha evolucionat segons el següent gràfic:
Habitants censats

### Habitatges
El 2007 hi havia 315 habitatges, 292 eren l'habitatge principal de la família, 16 eren segones residències i 7 estaven desocupats. 281 eren cases i 32 eren apartaments. Dels 292 habitatges principals, 217 estaven ocupats pels seus propietaris, 59 estaven llogats i ocupats pels llogaters i 17 estaven cedits a títol gratuït; 1 tenia una cambra, 17 en tenien dues, 54 en tenien tres, 90 en tenien quatre i 131 en tenien cinc o més. 213 habitatges disposaven pel capbaix d'una plaça de pàrquing. A 126 habitatges hi havia un automòbil i a 138 n'hi havia dos o més.

### Piràmide de població
La piràmide de població per edats i sexe el 2009 era:
| Homes | Edats   | Dones |
| ----- | ------- | ----- |
| 0     | 95 o +  | 0     |
| 0     | 90 a 94 | 0     |
| 0     | 85 a 89 | 4     |
| 8     | 80 a 84 | 0     |
| 8     | 75 a 79 | 16    |
| 12    | 70 a 74 | 32    |
| 8     | 65 a 69 | 8     |
| 20    | 60 a 64 | 16    |
| 16    | 55 a 59 | 12    |
| 12    | 50 a 54 | 16    |
| 32    | 45 a 49 | 32    |
| 28    | 40 a 44 | 16    |
| 24    | 35 a 39 | 20    |
| 20    | 30 a 34 | 20    |
| 28    | 25 a 29 | 28    |
| 48    | 20 a 24 | 20    |
| 40    | 15 a 19 | 28    |
| 20    | 10 a 14 | 16    |
| 20    | 5 a 9   | 24    |
| 20    | 0 a 4   | 4     |

## Economia
El 2007 la població en edat de treballar era de 460 persones, 365 eren actives i 95 eren inactives. De les 365 persones actives 354 estaven ocupades (192 homes i 162 dones) i 11 estaven aturades (6 homes i 5 dones). De les 95 persones inactives 20 estaven jubilades, 48 estaven estudiant i 27 estaven classificades com a «altres inactius».

### Ingressos
El 2009 a Duerne hi havia 290 unitats fiscals que integraven 766 persones, la mediana anual d'ingressos fiscals per persona era de 16.558 €.

### Activitats econòmiques
Dels 30 establiments que hi havia el 2007, 2 eren d'empreses alimentàries, 3 d'empreses de fabricació de material elèctric, 1 d'una empresa de fabricació d'elements pel transport, 1 d'una empresa de fabricació d'altres productes industrials, 12 d'empreses de construcció, 5 d'empreses de comerç i reparació d'automòbils, 2 d'empreses de transport, 1 d'una empresa d'hostatgeria i restauració, 1 d'una empresa immobiliària, 1 d'una empresa de serveis i 1 d'una empresa classificada com a «altres activitats de serveis».
Dels 12 establiments de servei als particulars que hi havia el 2009, 1 era un taller de reparació d'automòbils i de material agrícola, 1 paleta, 2 guixaires pintors, 2 fusteries, 2 lampisteries, 2 electricistes, 1 perruqueria i 1 restaurant.
L'únic establiment comercial que hi havia el 2009 era una botiga de menys de 120 m².
L'any 2000 a Duerne hi havia 40 explotacions agrícoles que ocupaven un total de 899 hectàrees.

## Equipaments sanitaris i escolars
El 2009 hi havia una escola elemental.

## Poblacions més properes
El següent diagrama mostra les poblacions més properes.